# Ołeksij Chomyn
Ołeksij Chomyn (ukr. Олексій Хомин, ur. 21 sierpnia 1990 w Worochcie) – ukraiński kombinator norweski. Uczestnik mistrzostw świata seniorów (2009) oraz juniorów (2007, 2008, 2009 i 2010), a także uniwersjady (2011). Medalista mistrzostw kraju.

## Przebieg kariery
W swojej karierze raz wziął udział w mistrzostwach świata seniorów – w 2009 we wszystkich 3 konkursach indywidualnych plasował się na początku szóstej dziesiątki, zajmując dwukrotnie 53. miejsce (Gundersen HS134/10 km i Gundersen HS100/10 km) i raz 51. pozycję (start masowy HS100/10 km).
Czterokrotnie startował w mistrzostwach świata juniorów (lata 2007–2010), indywidualnie dwukrotnie plasując się w czołowej „trzydziestce” – 27 lutego 2008 był 24. (Gundersen HS94/10 km), a 29 stycznia 2010 25. (Gundersen HS106/10 km). W 2011 wziął także udział w uniwersjadzie, gdzie plasował się w trzeciej dziesiątce (23. miejsce w starcie masowym HS109/10 km i 26. w Gundersenie HS109/10 km.
Kilkukrotnie brał udział w zawodach najwyższej rangi – w Pucharze Świata zadebiutował 19 grudnia 2009 w Ramsau (53. miejsce w Gundersenie HS98/10 km), a w pięciu startach ani razu nie punktował (najlepszy wynik, 45. pozycję, zanotował 3 stycznia 2010 w Oberhofie). Również w Letniej Grand Prix (gdzie w sumie wystartował w 3 zawodach) nie zdobył punktów, w najlepszym starcie plasując się w piątej dziesiątce.
16 razy przystępował do rywalizacji w Pucharze Kontynentalnym bądź Pucharze Świata B, punkty zdobywając raz – 24 stycznia 2009 w Kranju zajął 23. pozycję.
Medalista mistrzostw Ukrainy w kombinacji norweskiej.
Ponadto Chomyn dwukrotnie brał również udział w rywalizacji skoczków narciarskich w ramach mistrzostw świata juniorów – w 2007 był 72. indywidualnie i 13. drużynowo (w składzie reprezentacji Ukrainy, oprócz niego, skakali: Wołodymyr Werediuk, Nazarij Prokopiuk i Wasyl Żurakiwski), a dwa lata później z ukraińską drużyną (w składzie: Wasyl Żurakiwśkyj, Wołodymyr Werediuk i Jarosław Dyśko) uplasował się na 16. pozycji. W lutym 2007 wystartował w dwóch konkursach FIS Cupu, zajmując miejsca w czwartej dziesiątce.